# Barbro Wallin
Barbro Gertrud Margareta Wallin, född 4 augusti 1939  i Enköpings församling i Uppsala län, är en svensk evangelist inom pingstväckelsen.
Tillsammans med sin make Åke Wallin (1920–2005), som hon gifte sig med 1962, var hon under flera decennier verksam som evangelist i en rad utåtriktade satsningar bland annat genom kampanjveckor och evangelisationsfestivaler som Juliaden i Stockholm och kampanjer på Hisingen i Göteborg. 
Barbro och Åke Wallin var aktiva som skolevangelister, gjorde ett flertal musikinspelningar med kristen musik, reste under många år i Sverige med ett kampanjteam med ungdomar och hade missionsarbete i Spanien.
År 2008 blev Barbro Wallin utsedd till Årets hedersevangelist av Evangelistfonden. 

## Diskografi
- Barbro och Åke EP. Förlag Hemmets Härold, Stockholm, 1969. [4]
- Om Gud är för oss EP. Förlag: Hemmets Härold, Stockholm.
- Väckelsen är här LP. Barbro och Åke Wallin och kampanjungdomarna